# Kleine Pilgermuschel
Die Kleine Pilgermuschel (Aequipecten opercularis), auch Kleine Kammmuschel genannt, ist eine Muschel-Art aus der Familie der Kammmuscheln (Pectinidae).

## Merkmale
Die Gehäuse sind nur leicht ungleichklappig, die linke obere Klappe ist in der Regel etwas stärker gewölbt als die rechte untere Klappe. Die Gehäuse sind im Umriss annähernd rundlich bis leicht eiförmig (geringfügig höher als breit) mit einem maximalen Durchmesser von fünf bis neun Zentimetern. Der Wirbel läuft spitz zu und ragt über den Dorsalrand vor. Vor und hinter dem Wirbel sind Ohren ausgebildet. Das vordere Ohr ist deutlich größer als das hintere Ohr. Das hintere Ohr ist schräg nach außen abgeschnitten, die vordere Kante des vorderen Ohres verläuft leicht schräg nach innen. Das vordere Ohr der rechten, unteren Klappe hat unten einen deutlichen Einschnitt für den Byssus und trägt vier bis fünf starke radiale Rippen. Es hat daher auch eine annähernd rechteckige Form. Die Dorsalränder vor und hinter dem Wirbel sind gerade bis leicht konkav gebogen, der vordere Dorsalrand ist etwas kürzer als der hintere Dorsalrand. Abgesehen von diesen kleinen Unterschieden sind die Klappen fast gleichseitig. Das Ligament liegt innen unter dem Wirbel in einer dreieckigen Grube. Das Schloss ist zahnlos. Im Adultstadium ist nur ein einziger, im hinteren Gehäuseteil gelegener, großer Schließmuskel vorhanden. Die Mantellinie ist ganzrandig, und das Schloss ist zahnlos.
Linke und rechte Klappe eines Tieres:

Linke Klappe
Rechte Klappe

Die Oberfläche weist 18 bis 22 abgerundete, breite Rippen auf; die Rippenzwischenräume sind etwa so breit wie die Rippen selber. Rippen und Rippenzwischenräume zeigen feine radiale Linien. Die Farbe variiert von hellgelb bis dunkelbraun, manchmal auch rötlich gefleckt und selten auch weiß.

Linke Klappe aus dem Pliozän von Italien

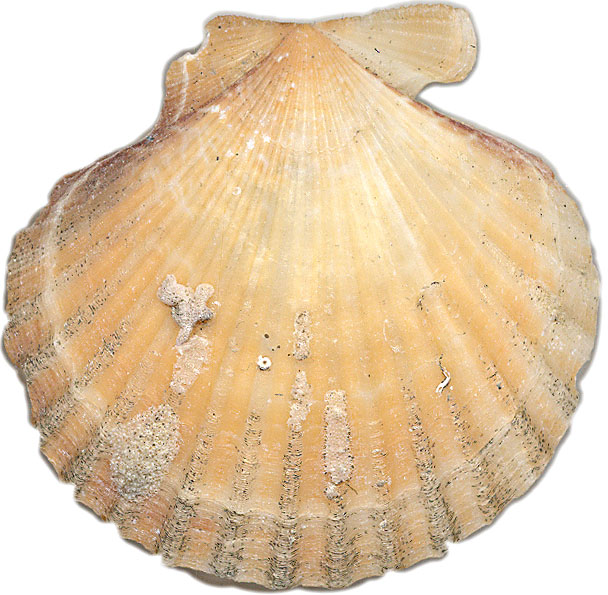
Aequipecten opercularis einfarbig orange
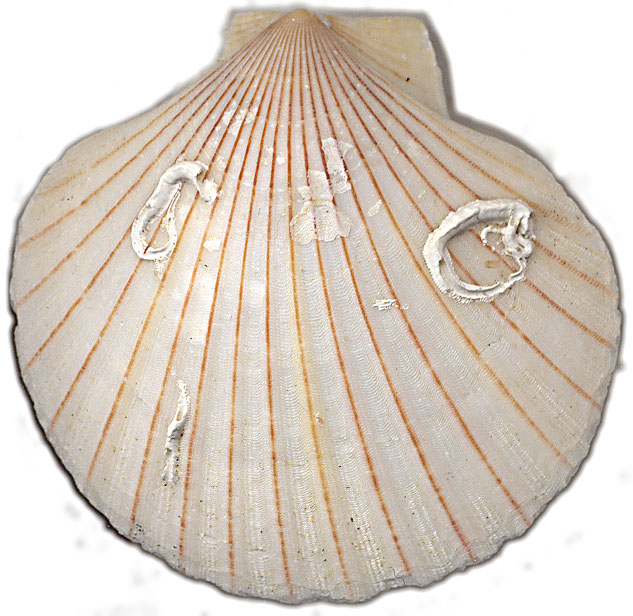
Aequipecten opercularis orange gefärbte Rippenkiele
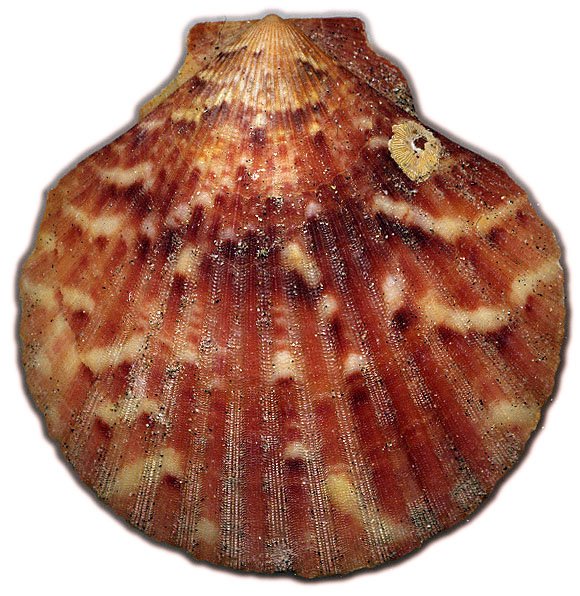
Aequipecten opercularis braun marmoriert
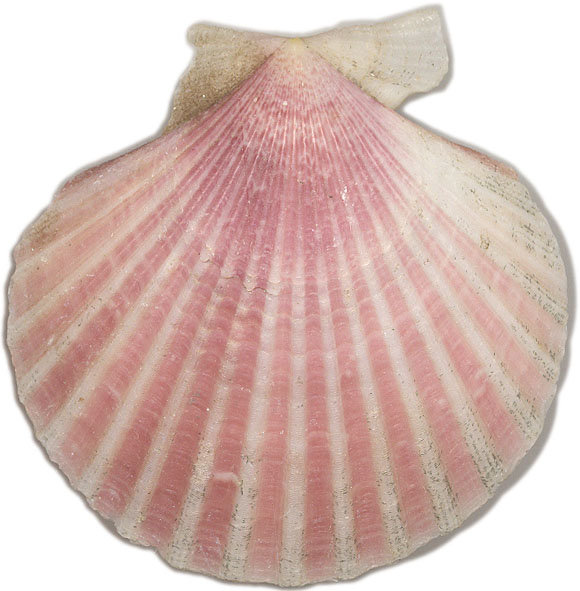
Aequipecten opercularis rot gefärbte Rippen

## Geographische Verbreitung und Lebensraum
Das Verbreitungsgebiet der Art reicht vom Nordnorwegen bis zum Mittelmeer und die Kanarischen Inseln. In der Nordsee kommen sie bis Helgoland vor. Dort pflanzen sie sich vermutlich aber nicht fort, sondern die Tiere gelangen als Larven dorthin. Sie leben von etwa vier Meter Wassertiefe bis in über 2.600 Meter Wassertiefe auf Festgrund oder Weichsediment.

## Lebensweise
Die Jungtiere sind mit Byssus festgeheftet an Hartsubstrat, mit der rechten Klappe nach unten. Sie besitzen auch noch zwei Schließmuskeln und Schlosszähne. Mit zunehmendem Alter bilden sich die Schlosszähne weiter zurück und der vordere Schließmuskel wird reduziert. Adulte Tiere leben meist frei auf dem Sediment. Bei Gefahr können sie durch rasches Schließen und Öffnen des Gehäuses mittels Rückstoßprinzip aufschwimmen und sich schwimmend einige Meter weiter bewegen. Die Tiere besitzen am Mantelrand eine größere Zahl von Augen, die auf Bewegung und Beschattung reagieren. Sie ist recht agil und schwimmt relativ häufig. Sie ernährt sich von Plankton.

## Taxonomie
Die Art wurde bereits von Carl von Linné 1758 erstmals in der Kombination Ostrea opercularis wissenschaftlich beschrieben. Das Taxon wird in der älteren Literatur auch unter dem Namen Chlamys opercularis oder Pecten opercularis geführt. Nach dem World Register of Marine Species wird sie derzeit der Gattung Aequipecten P. Fischer, 1886 zugeordnet. Es ist die Typusart der Gattung Aequipecten P. Fischer, 1886 durch Monotypie. Die Gattung Aequipecten wird in die Unterfamilie Pedinae Bronn, 1862 gestellt.

## Belege